# Stortjärnen (Ramsjö socken, Hälsingland, 688095-148166)
Stortjärnen är en sjö i Ljusdals kommun i Hälsingland och ingår i Ljusnans huvudavrinningsområde. Sjön har en area på 0,0636 kvadratkilometer och ligger 249 meter över havet.

## Delavrinningsområde
Stortjärnen ingår i det delavrinningsområde (688165-148275) som SMHI kallar för Utloppet av Stortjärnen. Medelhöjden är 322 meter över havet och ytan är 1,61 kvadratkilometer. Det finns inga avrinningsområden uppströms utan avrinningsområdet är högsta punkten. Vattendraget som avvattnar avrinningsområdet har biflödesordning 3, vilket innebär att vattnet flödar genom totalt 3 vattendrag innan det når havet efter 171 kilometer. Avrinningsområdet består mestadels av skog (80 procent). Avrinningsområdet har 0,06 kvadratkilometer vattenytor vilket ger det en sjöprocent på 3,7 procent.